# Arm's Length
Arm's Length è un singolo del musicista britannico Sam Fender, pubblicato il 24 gennaio 2025.

## Video musicale
Il video musicale è stato realizzato nel formato di lyric video.

## Tracce
1. Arm's Length – 3:59